# Senecio esleri
Senecio esleri là một loài thực vật có hoa trong họ Cúc. Loài này được C.J.Webb miêu tả khoa học đầu tiên năm 1989.